# Pézilla-la-Rivière
Pézilla-la-Rivière – miejscowość i gmina we Francji, w regionie Oksytania, w departamencie Pireneje Wschodnie.
Według danych na rok 1990 gminę zamieszkiwało 2349 osób, a gęstość zaludnienia wynosiła 150 osób/km² (wśród 1545 gmin Langwedocji-Roussillon Pézilla-la-Rivière plasuje się na 159. miejscu pod względem liczby ludności, natomiast pod względem powierzchni na miejscu 513.). 

## Zabytki
Zabytki na terenie gminy posiadające status monument historique:
- ufortyfikowana brama (Porte fortifiée)

## Populacja

Populacja Pézilla-la-Rivière w latach 1962–2008